# ベルギー国立管弦楽団
ベルギー国立管弦楽団（ ベルギーこくりつかんげんがくだん、オランダ語: Nationaal Orkest van België、フランス語: Orchestre National de Belgique）は、ベルギーのブリュッセルを本拠として活動しているオーケストラの一つ。

## 沿革・概要
1832年にベルギー王立音楽院管弦楽団として発足。1931年にデジレ・デフォーによりブリュッセル交響楽団として改組され、1936年にベルギー芸術院の管轄となり国営オーケストラとなり、政府から助成金を受けている。例年9月から翌年7月にかけて70回の定期演奏会をベルギー内外で行っている。19世紀から20世紀の音楽を専門としているが、映画音楽の演奏でも活躍している。
エリザベート王妃国際音楽コンクールの最終選考において伴奏するオーケストラの一つとしても有名。

## 歴代音楽監督・首席指揮者
アンドレ・クリュイタンスが初代音楽監督に就任する以前は、ピエール・モントゥー、エーリヒ・クライバー、デジレ・デフォー、カール・ベームらが客演で指揮をしていた。
- アンドレ・クリュイタンス（1958年 - 1967年）
- ミヒャエル・ギーレン（1969年 - 1971年）
- アンドレ・ヴァンデルノート（1974年 - 1975年）
- ジョルジュ・オクトール （1975年 - 1983年）
- メンディ・ロダン （1983年 - 1989年）
- ロナルド・ゾールマン（1989年 - 1993年）
- ユーリ・シモノフ（1994年 - 2002年）
- ミッコ・フランク（2002年 - 2007年）
- ワルター・ウェラー (2007年 - 2012年)
- アンドレイ・ボレイコ (2012年 - 2017年)[1][2]
- ヒュー・ウルフ (2012年 - 2022年)[2]
- アントニー・ヘルムス（英語版） (2022年 - )[2]